# 鈴木瑠美
鈴木 瑠美（すずき るみ、1979年8月15日 - ）は、日本のタレント、グラビアアイドル。福岡県出身。所属→オーガストクラブ→イエローキャブ。グラビア活動を中心に、「ＹＪ制服コレクション」「家なき子２」「はなきんデータＨ」「ひとりぼっちの同窓会」「オールスター芸能人水泳大会」「BIKINI」「ワーズワースの冒険」などに出演した。